# Far til fire og ulveungerne
Far til fire og ulveungerne er en dansk film i Far til fire-serien fra 1958 instrueret af Alice O'Fredericks og Robert Saaskin efter manuskript af Grete Frische og Alice O'Fredericks selv.
I filmen optræder sangen "En sort lille nigger fra Afrika", hvilket har vakt nogle kontroverser i nyere tid.

## Medvirkende
- Karl Stegger – (Far)
- Birgitte Price – (Søs)
- Otto Møller Jensen – (Ole)
- Rudi Hansen – (Mie)
- Ole Neumann – (Lille Per)
- Peter Malberg – (Onkel Anders)
- Ib Mossin – (Peter)
- Agnes Rehni – (Fru Sejersen)
- Einar Juhl - (Rektor)
- Holger Juul Hansen - (Mies og Oles lærer)
- Kirsten Passer - (Frøken Ludvigsen)
- Annie Birgit Garde (Tropsfører)